# Borrèze (ruisseau)
Pour l’article homonyme, voir Borrèze.
La Borrèze est un ruisseau français, affluent de la Dordogne, qui coule dans les départements de la Dordogne et du Lot, en régions Nouvelle-Aquitaine et Occitanie.

## Géographie

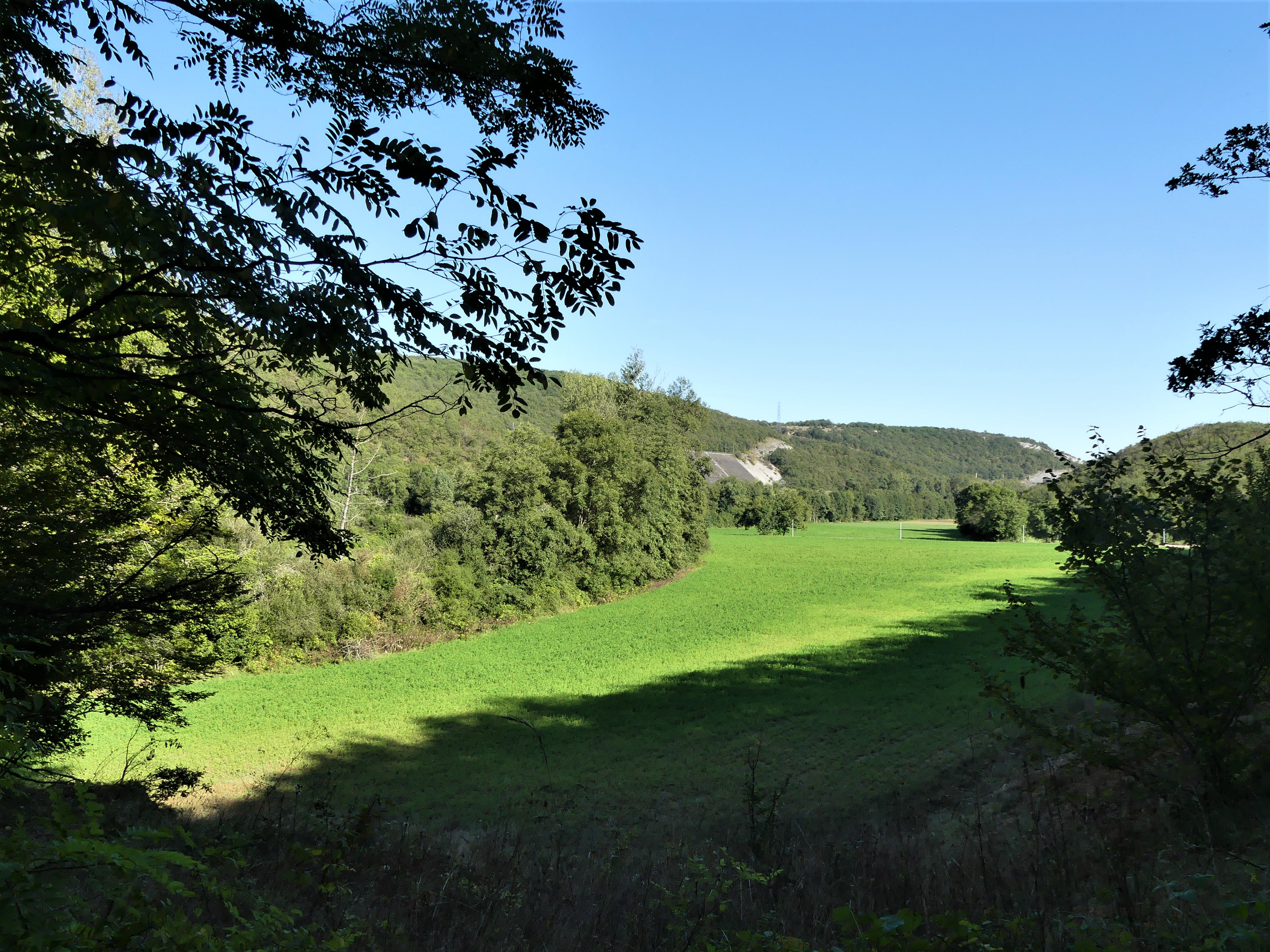
La vallée de la Borrèze près de Bourzolles, à Souillac.

La Borrèze prend sa source en Périgord noir, dans le quart sud-est du département de la Dordogne, à plus de 260 mètres d'altitude, sur la commune de Paulin, environ 600 mètres à l'ouest du bourg.
Elle prend d'abord la direction du sud et passe sous les routes départementales (RD) 60 et 62. Elle coule alors vers le sud-est, passant de nouveau sous la RD 62 au nord du lieu-dit Cacavon, puis traversant le bourg de Borrèze, franchie une troisième fois par la RD 62 et où elle reçoit sur sa gauche le ruisseau de l'Inval. Elle pénètre dans le département du Lot, reçoit à gauche le ruisseau du Boulet puis celui de Blagour au lieu-dit Lamothe. Elle arrose les quartiers est de Souillac et passe sous la route nationale 804, avant d'obliquer brusquement sur plus d'un kilomètre vers le nord-ouest, passant sous la RD 255. Sur son dernier kilomètre, elle prend successivement la direction de l'ouest puis du sud-ouest.
Elle conflue avec la Dordogne en rive droite, à 85 mètres d'altitude, en limite de Lanzac et de Souillac, deux kilomètres à l'ouest du centre-ville de Souillac, au lieu-dit les Cuisines.
Sur une grande partie de son parcours, la Borrèze sert de limite aux communes qu'elle arrose et en amont de Bourzolles, sur environ 650 mètres, elle sert de limite régionale entre la Nouvelle-Aquitaine et l'Occitanie. Entre les bourgs de Borrèze et de Bourzolles, elle se sépare en plusieurs bras secondaires, longs de 300 mètres à deux kilomètres,,,,.
La Borrèze est longue de 22,13 km.

## Hydronymie
Le nom du ruisseau vient de °bor-, d'origine pré-celtique, correspondant à l'eau, et suivi du suffixe gallo-roman -itia.
Le cours d'eau a donné son nom au village homonyme qu'il traverse.

### Communes et départements traversés
La Borrèze arrose deux départements et six communes, en Dordogne, Paulin (source), Salignac-Eyvigues et Borrèze ; dans le Lot, Lachapelle-Auzac, Souillac et Lanzac, ces deux dernières se situant au confluent avec la Dordogne.

### Affluents et nombre de Strahler
Le Sandre répertorie trois affluents de la Borrèze, tous en rive gauche : en Dordogne, le ruisseau de l'Inval, long de 3,92 km ; dans le Lot, le ruisseau du Boulet, long de 3,48 km et le ruisseau de Blagour, long de 3,55 km.
Aucun de ces cours d'eau n'ayant d'affluent, le nombre de Strahler de la Borrèze est de deux.

### Bassin versant
Le bassin versant de la Borrèze s'étend sur 125 km2.
Il est constitué d'une zone hydrographique : « La Borrèze », et en tangente deux autres à sa confluence avec la Dordogne : « La Dordogne du confluent de l'Ouysse au confluent de la Borrèze » et « La Dordogne du confluent de la Borrèze au confluent du Tournefeuille » au sein du bassin DCE beaucoup plus étendu « La Garonne, l'Adour, la Dordogne, la Charente et les cours d'eau côtiers charentais et aquitains ».
Outre les six communes irriguées par la Borrèze, son bassin concerne également le territoire de six autres communes : Estivals en Corrèze, Jayac et Nadaillac en Dordogne, Cuzance, Gignac et Pinsac dans le Lot,.

## Hydrologie
Le débit de la Borrèze a fait l'objet de mesures en deux lieux différents : à Souillac de 1968 à 1971 et plus en aval, à Lachapelle-Auzac depuis 1971.

### La Borrèze à Lachapelle-Auzac
Le débit de la Borrèze a été observé sur une période de 51 ans (1971-2021), à la station hydrologique de Lachapelle-Auzac . La station est située environ deux kilomètres en amont de son confluent avec la Dordogne. Le bassin versant de la rivière y est de 120 km2, ce qui représente la quasi-totalité de son bassin versant.
Sur ce site et cette période, le module de la rivière est de 1,51 m3/s.
La Borrèze présente des fluctuations saisonnières de débit marquées, avec des hautes eaux d'hiver-printemps portant le débit mensuel moyen à un niveau situé entre 1,15 et 2,78 m3/s, de décembre à mai inclus (avec un maximum en février), et des basses eaux d'été, de juillet à octobre, avec une baisse du débit moyen mensuel jusqu'à 0,447 m3/s au mois de septembre. Mais les fluctuations sont bien plus prononcées sur de plus courtes périodes.

### Étiage ou basses eaux
À l'étiage le VCN3 peut chuter jusque 0,12 m3/s, en cas de période quinquennale sèche, soit 120 litres par seconde, ce qui représente 8 % du module.

### Crues
Les crues peuvent s'avérer importantes. Les QIX 2 et QIX 5 valent respectivement 12 et 17 m3/s. Le QIX 10 est de 20 m3/s et le QIX 20 de 23 m3/s. Quant au QIX 50, il est de 26 m3/s.
Durant la période 1971-2021, le débit instantané maximal enregistré à la station de Lachapelle-Auzac a été de 20,9 m3/s le 27 avril 1998 à 20 h 58, avec la plus importante hauteur relevée (1,25 mètre). Le débit journalier maximal enregistré a été de 19,1 m3/s le 6 juin 1992.

### Lame d'eau et débit spécifique
La lame d'eau écoulée dans le bassin de la Borrèze est de 398 millimètres annuellement, ce qui est moyen, et inférieur à celle du bassin versant de la Dordogne (519 millimètres). Le débit spécifique (ou Qsp) se monte à 12,6 litres par seconde et par kilomètre carré de bassin.

## Environnement

### Natura 2000
Le bassin versant de la Borrèze est inclus partiellement dans une zone du réseau Natura 2000 : les « Coteaux calcaires de Borrèze » font partie aux trois-quarts de son bassin versant ; seuls les coteaux à l'ouest d'Eyvigues en sont exclus.

### ZNIEFF
Le bassin versant de la Borrèze est concerné par neuf zones naturelles d'intérêt écologique, faunistique et floristique (ZNIEFF) :
- deux ZNIEFF de type II : le « Secteur forestier de Borrèze » dont les deux tiers font partie du bassin versant[16], et la « Vallée de la Dordogne quercynoise », très marginalement, en aval de la passerelle, sur les cent derniers mètres du cours de la Borrèze[17] ;
- sept ZNIEFF de type I dont cinq en intégralité : « Coteau sec de Borie »[18], « Grottes de la Forge et environs »[19], « Hêtraie du Claud »[20], « Marais et pelouses de Lamothe-Timbergues »[21] et « Vallée du Blagour »[22], ainsi que les « Coteaux calcaires du secteur de Borrèze » qui font partie à 80% de son bassin versant (seuls les coteaux à l'ouest d'Eyvigues en sont exclus)[23] et « La Dordogne quercynoise », très marginalement, en aval de la passerelle, sur les cent derniers mètres du cours de la Borrèze[24].

## Monuments ou sites remarquables à proximité
- L'église Saint-Pierre-ès-Liens de Paulin des XIIe et XIVe siècles[25].
- À Souillac :

la vieille ville, le beffroi,
les quatre églises dont l'église abbatiale Sainte-Marie du XIIe siècle,
le musée de l'automate,
le viaduc de la Borrèze : mis en service en 1885, il permet à la ligne ferroviaire des Aubrais à Montauban de franchir le cours d'eau et sa vallée ; composé de trente arches, il est long de 571 mètres.
À proximité de l'abbatiale de Souillac, le sentier de grande randonnée GR 6 franchit la Borrèze.

## Galerie de photos

Dans le bourg de Borrèze
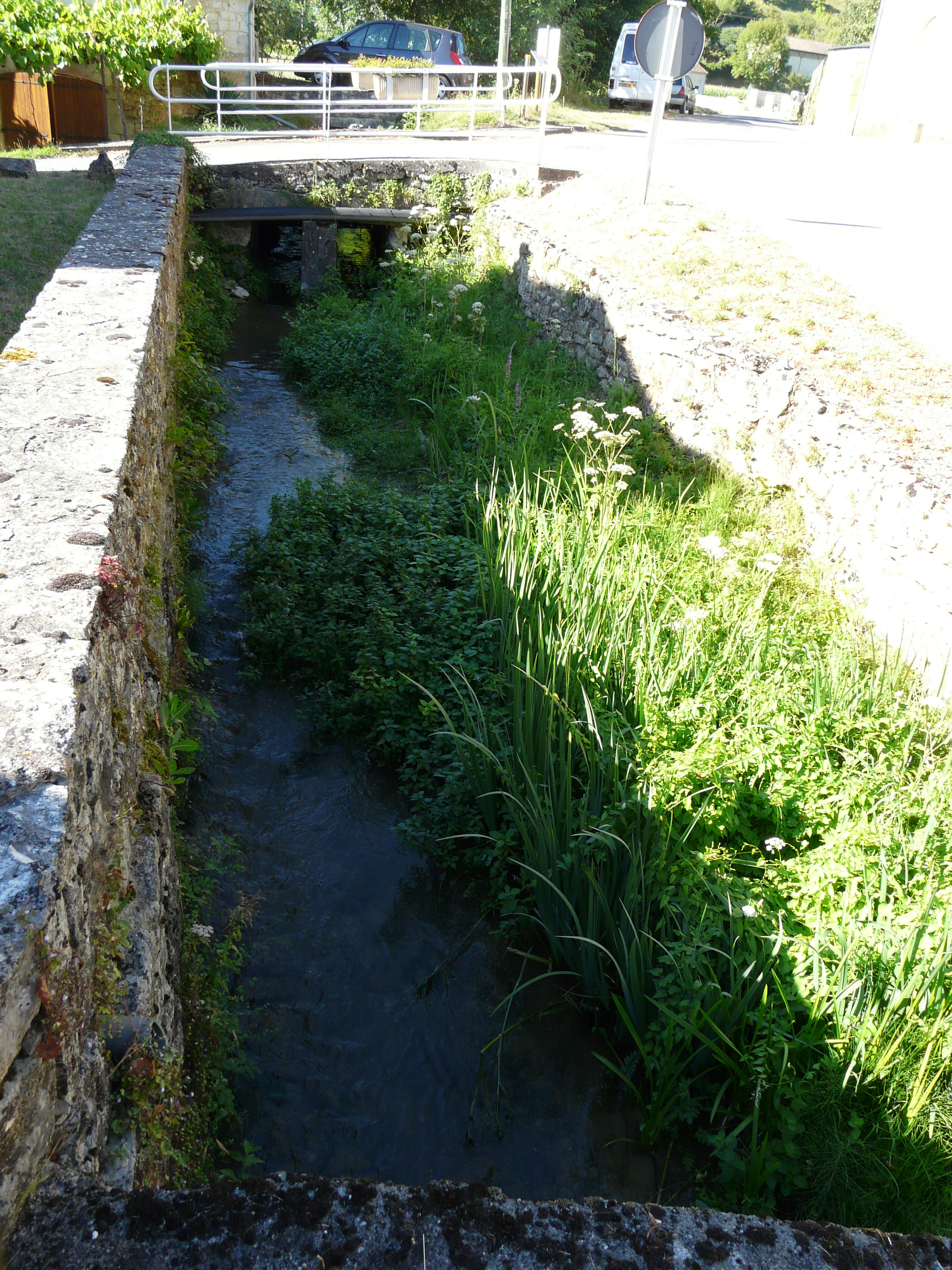
En direction de l'amont.
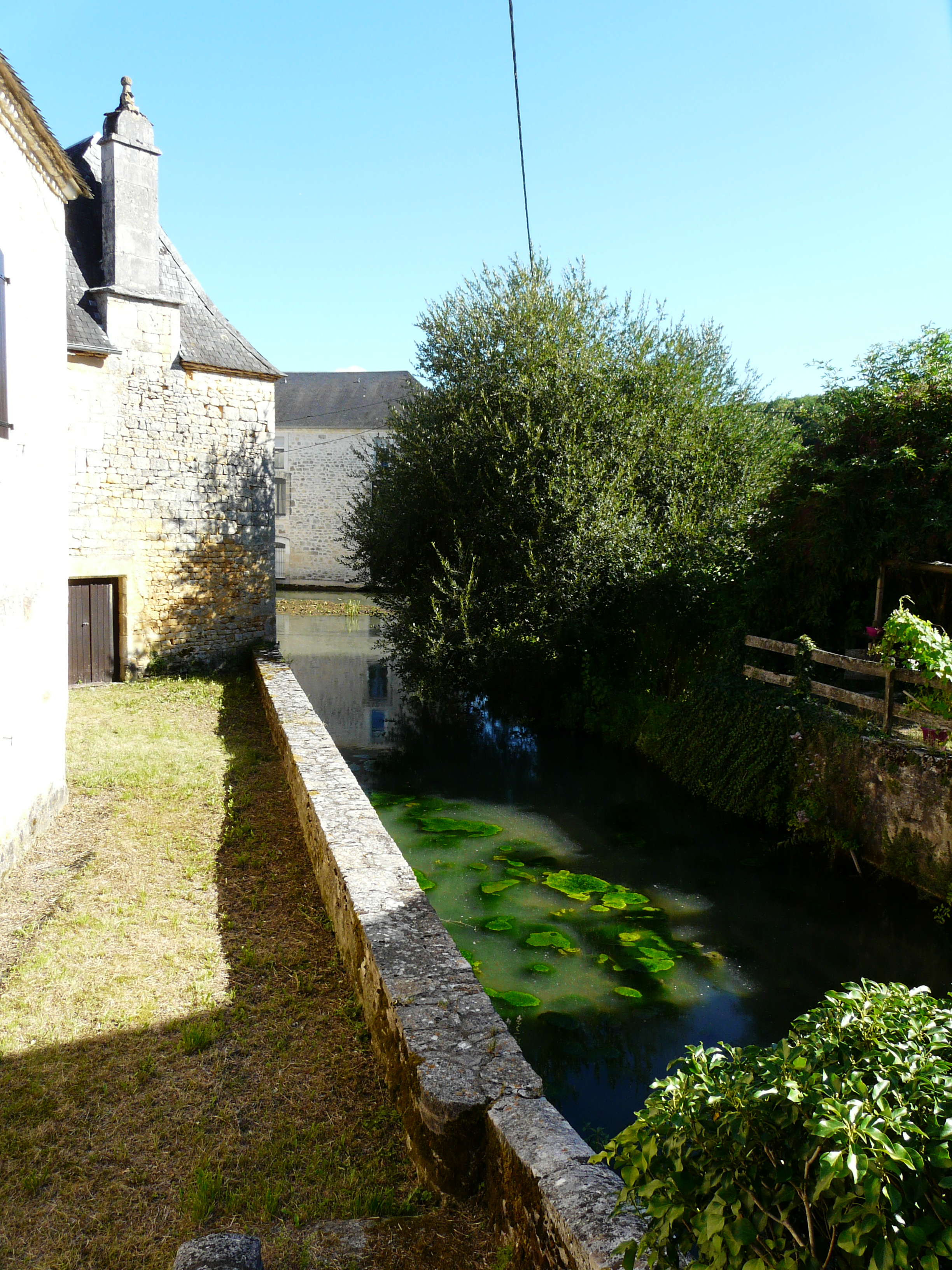
En direction de l'aval.
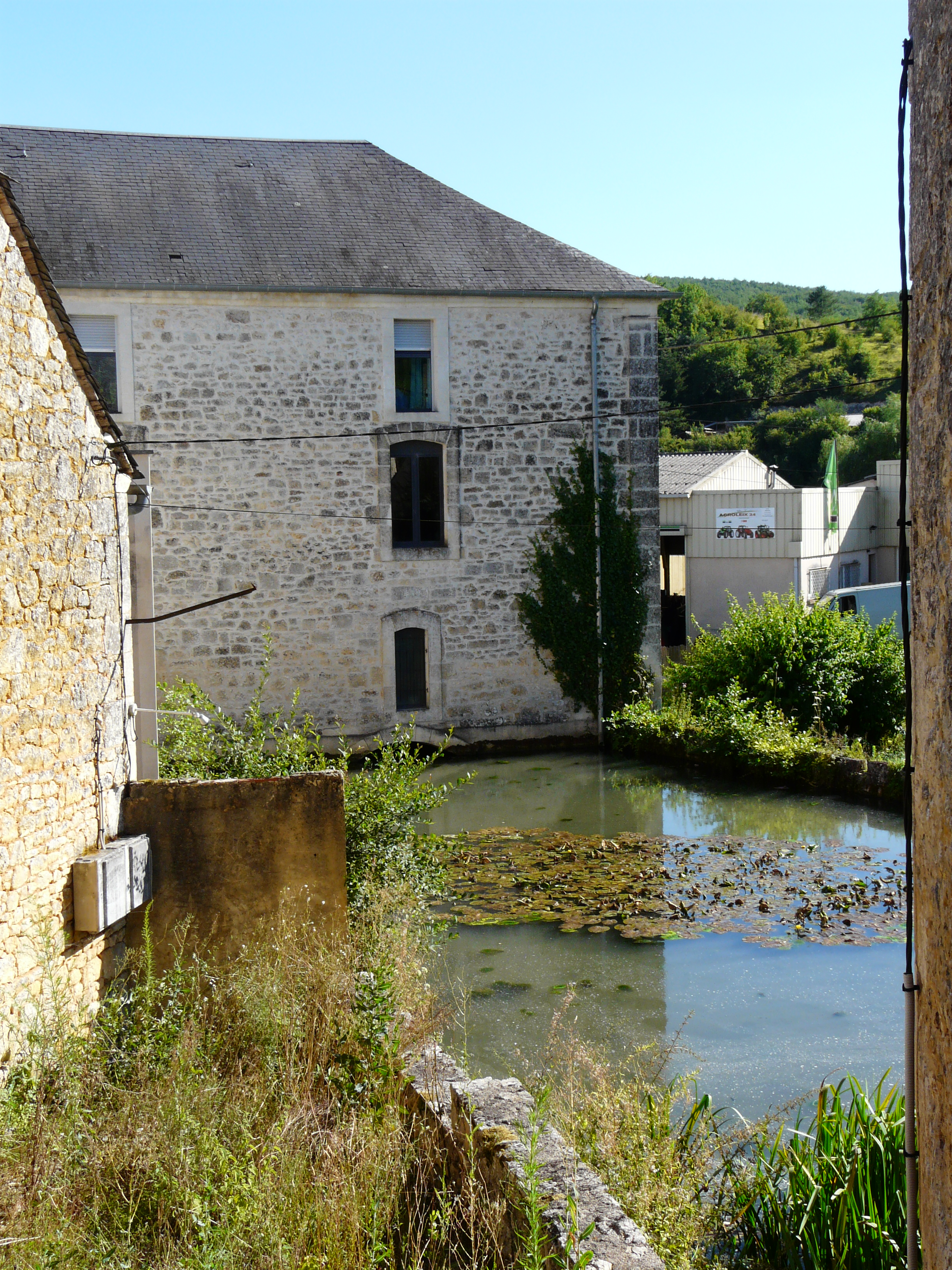
Au niveau de la minoterie.